# Adela Piskorska
Adela Piskorska, född 16 november 2003, är en polsk simmare.

## Karriär
Vid europamästerskapen i simsport 2024 tog Piskorska guld på 100 meter ryggsim och brons på 50 meter ryggsim samt var en del av Polens lag som tog guld på 4×100 meter medley.